# Ripa, Rom
Ripa är en stadsdel i Rom och tillika ett av Roms rioni. Namnet ”Ripa” betyder strand eller kaj. Tiberön hör till Rione Ripa.

## Kyrkor i urval
- Sant'Anselmo all'Aventino
- Santi Bonifacio e Alessio
- Sant'Eligio dei Ferrari
- San Giorgio in Velabro
- San Giovanni Decollato
  - Oratorio di San Giovanni Decollato
- Santa Maria in Cosmedin
- Santa Maria del Priorato
- Sant'Omobono
- Santa Prisca
- Santa Sabina
- San Vincenzo de Paoli all'Aventino

Tiberön
- San Bartolomeo all'Isola
- San Giovanni Calibita
- Oratorio di Gesù al Calvario e di Maria

### Dekonsekrerade kyrkor
- Santa Maria Egiziaca
- Santa Maria del Sole

### Rivna kyrkor
- Sant'Anna de Marmorata
- Santa Galla
- San Giacomo di Altopascio
- San Lorenzo ad Arco Stillante
- Santa Maria de Gradellis
- Santa Maria in Petrochio

## Piazzor i urval
- Piazza della Bocca della Verità
- Piazza della Consolazione
- Piazza Albina
- Piazza Sant'Anselmo
- Piazza dei Cavalieri di Malta
- Piazza Fatebenefratelli

## Broar
- Ponte Sublicio
- Ponte Palatino
- Ponte Fabricio
- Ponte Cestio